# Stenocidnus flavosignatus
Stenocidnus flavosignatus är en skalbaggsart som beskrevs av Stefan von Breuning 1956. Stenocidnus flavosignatus ingår i släktet Stenocidnus och familjen långhorningar. Inga underarter finns listade i Catalogue of Life.